# Ameijeira
Ameijeira (oficialmente San Bernabeu da Ameixeira) es una parroquia española del municipio de Creciente, perteneciente a la provincia de Pontevedra, en la comunidad autónoma de Galicia.

## Toponimia
La parroquia puede aparecer referida con las grafías «Ameijeira», «A Ameixeira», «Ameixeira» y «Ameigeira».

## Historia
Hacia mediados del siglo XIX, la parroquia, ya por entonces perteneciente a Creciente, tenía contabilizada una población de 840 habitantes. Aparece descrita en el segundo volumen del Diccionario geográfico-estadístico-histórico de España y sus posesiones de Ultramar de Pascual Madoz con las siguientes palabras:

AMEIGEIRA (San Bernabé de): felig. en la prov. de Pontevedra (10 leg.), dióc. de Tuy (7), part. jud. de Cañiza (1/2), y del ayunt. de Creciente (1/2): sit. entre montañas y bien ventilada: su clima sano, aunque en el invierno se padecen catarros y fiebres: comprende las ald. ó l. de Padroso, Moseros, Riva, San Cosmed, Paredes, Reinaldos, y Ameigeira, que reunen 134 casas; la igl. parr. (San Bernabé) es anejo de la de Filgueira; el cementerio es capaz y bien ventilado: el térm. confina por N. á 1/2 leg. con Sta. Maria de Melon; por E. con la de Rebordechan á 1/2 leg.; por S. con la del Couto á 1/4, y á O. con su matriz á 1/2 leg.: buenas fuentes contribuyen á enriquecer al riach. que corre entre esta felig. y la de Oroso, á que da paso un insignificante puente: el terreno montañoso, tiene robles, mucho esquilmo y leña, y la parte destinada al cultivo, es de mediana calidad: los caminos son medianos, y no es mejor la carretera que pasa con direccion á Orense, vadeando el Miño en térm. de Filgueira: el correo se recibe de Ribadavia el viérnes, por un conductor particular y sale el mismo dia para el indicado punto. Prod. maiz, centeno, patatas, algun lino y frutas: cria ganado vacuno, mular, lanar, y cabrio; hay caza de liebres, conejos y perdices, y algunos lobos: ind.: la agrícola, aunque hay varios molinos: pobl.; 160 vec., 840 alm.: contr.: con su ayunt. (V.).
(Madoz, 1845, p. 243)

En 2023, tenía empadronados 97 habitantes.